# English Football League
English Football League (hay viết tắt EFL) là giải bóng đá chuyên nghiệp của các câu lạc bộ ở Anh và Wales. Được thành lập vào năm 1888, giải được xem là một trong những giải đấu lâu đời nhất trong thế giới bóng đá. Đó là giải đấu bóng đá hàng đầu tại nước Anh từ thế kỷ XIX cho đến năm 1992 trước khi 22 câu lạc bộ hàng đầu tách ra để gia nhập Premier League. English Football League được tài trợ vào năm 1983. Nhà tài trợ đã thay đổi trong những năm qua và giải đấu cũng được gọi bằng nhiều tên gọi khác nhau.
Từ năm 1995, English Football League có 72 câu lạc bộ tham dự đều chia thành ba hạng đấu, được biết đến như là Football League Championship, Football League One và Football League Two, với 24 câu lạc bộ trong mỗi hạng đấu và có sự lên xuống hạng. Football League cũng tham dự đấu cúp đó là các giải Cúp FA, League Cup và Football League Trophy. Ngoài ra, đội dự bị của các câu lạc bộ ở Football League thường chơi ở Giải Central League (Thuộc miền Trung và miền Bắc) hoặc Giải Football Combination (thuộc miền Nam). Trung tâm hoạt động của Hệ thống giải đấu này ở Preston trong khi đó Trung tâm hoạt động thương mại ở London.

## Lịch sử

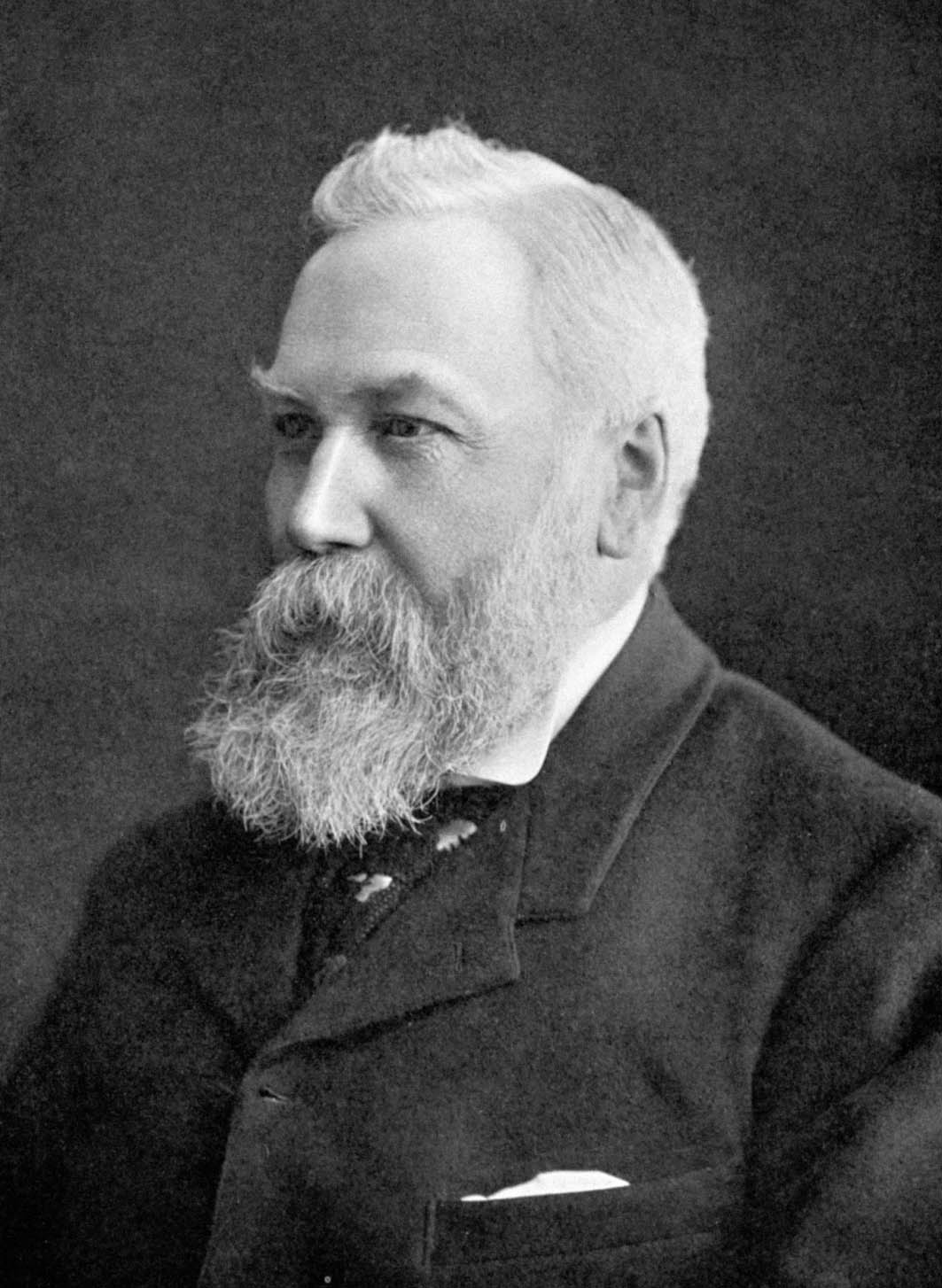
William McGregor, Nhà sáng lập Giải Football League

Sau 4 năm tranh luận, Hiệp hội bóng đá Anh cuối cùng được cấp phép tổ chức giải đấu vào ngày 20 tháng 7 năm 1885. Giám đốc Câu lạc bộ bóng đá Aston Villa, ông William McGregor là người đầu tiên đặt nền móng cho giải đấu. Vào ngày 2 tháng 3 năm 1888, ông đã viết cho các ủy ban của câu lạc bộ của mình đó là Aston Villa và một số câu lạc bộ thành viên khác như Blackburn Rovers, Bolton Wanderers, Preston North End, Stoke và West Bromwich Albion 1 bức thư muốn thành lập một giải đấu chung.
Cuộc họp đầu tiên được tổ chức tại khách sạn Anderton tại London vào ngày 23 tháng 3 năm 1888 vào đêm trước của trận chung kết Cúp FA. Football League đã chính thức được tạo ra và đặt tên ở Manchester tại một cuộc họp nữa vào ngày 17 tháng 4 tại khách sạn Royal. Cái tên "Hiệp hội liên minh bóng đá" đã được đề xuất bởi ông McGregor nhưng điều này đã cảm thấy quá gần với " Rugby Football Union". Thay vào đó, "The Football League" đã được đề xuất chính William Sudell, đại diện cho Câu lạc bộ Preston và nhanh chóng được chấp nhận. Mùa giải đầu tiên của Football League bắt đầu một vài tháng sau đó vào ngày 08 tháng 9 với 12 câu lạc bộ thành viên thuộc Trung du và miền Bắc nước Anh: Accrington, Aston Villa, Blackburn Rovers, Bolton Wanderers, Burnley, Derby County, Everton, Notts County, Preston North End, Stoke (đổi tên Stoke City vào năm 1926), West Bromwich Albion và Wolverhampton Wanderers.
Trong mùa giải 1991-92, các Câu lạc bộ Hạng nhất (Football League First Division) đã rời bỏ Football League để gia nhập Premier League được thành lập ngày 20 tháng 2 năm 1992, hoạt động như một công ty tư nhân có văn phòng tại Hiệp hội bóng đá Anh và có trụ sở chính tại Lancaster Gate.

## Giải đấu Cúp
Liên đoàn bóng đá Anh tổ chức 2 cuộc thi đấu cúp knock-out: League Cup (gọi là Capital One Cup vì lý do tài trợ) và Football League Trophy (được gọi là Paint Trophy do ông Johnstone tài trợ). League Cup đã được thành lập vào năm 1960 và Các câu lạc bộ bóng đá Football League và Premier League được tham dự, đội vô địch đủ điều kiện để tham gia UEFA Europa League. Cúp Football League Trophy là giải đấu cúp dành cho các câu lạc bộ thuộc giải League One và League Two của Football League. Liên đoàn bóng đá Anh kỷ niệm sinh nhật lần thứ 100 vào năm 1988 với một giải đấu Football League Centenary Tournament tại sân Wembley gồm 16 câu lạc bộ thành viên.

## Thể lệ giải đấu
Có 72 câu lạc bộ ở Hệ thống giải Football League. Chia làm 3 hạng đấu từ hạng 2 đến hạng 4 với mỗi hạng đấu gồm 24 đội bóng. Mỗi câu lạc bộ gặp câu lạc bộ khác hai lần (một lần tại sân nhà và một khác tại sân khách). Được 3 điểm cho một trận thắng, được 1 điểm cho một trận hòa và không có điểm nào khi thất bại. Vào cuối mùa giải một xếp hạng League One được xác định dựa trên các tiêu chí sau đây theo thứ tự: điểm thu được, hiệu số bàn thắng bại, số bàn thắng, số bàn thua, thành tích đối đầu, cuối cùng có một hay nhiều trận play-off để xác định xếp hạng.
Đội vô địch và đội Á quân Football League Championship sẽ được lên Giải bóng đá Ngoại hạng Anh. Bốn đội đứng từ vị trí thứ 3 đến vị trí thứ 6 sẽ đá play-off để tranh 1 chiếc vé lên hạng như 2 đội vô địch và á quân. Ba đội cuối bảng ở giải ngoại hạng anh sẽ xuống chơi giải này, Ba đội cuối bảng ở Giải vô địch bóng đá Anh sẽ xuống chơi Giải bóng đá hạng nhất Anh.
Vào cuối mỗi mùa giải, hai câu lạc bộ đứng đầu bảng xếp hạng và đội bóng giành chiến thắng trong trận play-off giữa các câu lạc bộ đã kết thúc ở vị trí thứ 3 đến vị trí thứ 6 được thăng lên Football League Championship. Có 3 câu lạc bộ xếp hạng cuối cùng ở Football League Championship xuống chơi tại Football League One.
Tương tự như vậy, bốn câu lạc bộ kết thúc ở dưới cùng của League One được chuyển xuống Football League Two và được thay thế bằng ba câu lạc bộ xếp hạng đứng đầu tại Football League Two và đội bóng giành chiến thắng trong trận play-off giữa các câu lạc bộ đã kết thúc ở vị trí thứ 4 đến vị trí thứ 7 của Football League Two.
Vào cuối mỗi mùa giải, ba câu lạc bộ đứng đầu bảng xếp hạng và đội bóng giành chiến thắng trong trận play-off giữa các câu lạc bộ đã kết thúc ở vị trí thứ 4 đến vị trí thứ 7 được thăng lên Football League One. Có 4 câu lạc bộ xếp hạng cuối cùng ở Football League One xuống chơi tại Football League Two. Hai đội kết thúc ở vị trí cuối cùng của Football League Two được chuyển xuống chơi tại Conference Premier và được thay thế bởi đội vô địch và đội ở vị trí thứ 2 đến vị trí thứ 5 giành chiến thắng play-off ở giải đấu Conference Premier.
| Hạng                         | Thăng hạng trực tiếp | Thăng hạng thông qua play-off                  | Xuống hạng        |
| ---------------------------- | -------------------- | ---------------------------------------------- | ----------------- |
| Football League Championship | Hai đội đứng đầu     | Một đội trong các đội từ vị trí 3 đến vị trí 6 | Ba đội cuối cùng  |
| Football League One          | Hai đội đứng đầu     | Một đội trong các đội từ vị trí 3 đến vị trí 6 | Bốn đội cuối cùng |
| Football League Two          | Ba đội đứng đầu      | Một đội trong các đội từ vị trí 4 đến vị trí 7 | Hai đội cuối cùng |

## Các Nhà tài trợ và truyền hình
Từ năm 1983, Giải đấu lần đầu tiên có nhà tài trợ:
- 1983–1986: Canon (Canon League)
- 1986–1987: Today newspaper (Today League)
- 1987–1993: Barclays (Barclays League)A
- 1993–1996: Endsleigh (Endsleigh League)
- 1996–2004: Nationwide (Nationwide Football League)
- 2004–2010: Coca-Cola (Coca-Cola Football League)[12]
- 2010–2013: npower (npower Football League)[13]
- 2016–2019: Sky Bet (Sky Bet EFL)
- A Upon the breakaway of the First Division in 1992 to form the Premier League, Barclays became a secondary sponsor in the newly formed top division, becoming the primary sponsor from 2001 until 2016.
- A Vào năm 1993 Giải hạng nhất của Football League đổi thành Premier League khi đó nhà tài trợ Barclays là nhà tài trợ giải đấu này.

| Chương trình truyền hình | Thời gian           | Kênh truyền hình |
| ------------------------ | ------------------- | ---------------- |
| Football League Extra    | 1994/95 - 2003/2004 | ITV              |
| The Championship*        | 2004/05 - 2008/09   | ITV              |
| The Football League Show | 2009/10 - 2014/15   | BBC One          |
| Football on 5            | 2015/16 onward      | Channel 5        |

## Quản trị và quản lý
Hội đồng liên đoàn bóng đá Anh họp hàng tháng và bao gồm hai giám đốc độc lập, ba giám đốc đại diện cho Championship, hai giám đốc đại diện cho League One, và một đại diện cho League Two. Thành viên hiện tại (Tháng 8 năm 2014) bao gồm:

### Ban quản trị
- - Greg Clarke - Chủ tịch
  - Shaun Harvey - Tổng Giám đốc điều hành
  - Paul Barber (Giám đốc điều hành) Brighton & Hove Albion
  - Keith Lamb (Giám đốc điều hành) Middlesbrough
  - Andy Ambler (Giám đốc điều hành) Millwall
  - Debbie Jevans CBE, Richard Bowker - Giám đốc độc lập
  - Jez Moxey (MD) Wolverhampton Wanderers
  - James Rodwell (CEO) Scunthorpe United
  - Ian Lenagan Oxford United

### Trưởng ban quản lý
- Andy Williamson OBE – Giám đốc điều hành

### Những cựu chủ tịch
- William McGregor 1892–94
- John Bentley 1894–1910
- John McKenna 1910–36
- Charles Sutcliffe 1936–39
- Will Cuff 1939–49
- Arthur Drewry 1949-1953
- Arthur Oakley 1955–57
- Joseph Richards 1957–66
- Terry Shipman 1966–74
- William Westwood 1974–81
- Jack Dunnett 1981–86
- Philip Carter 1986–88
- Bill Fox 1988-1991

## Các câu lạc bộ thành viên hiện tại
Bảng danh sách các câu lạc bộ bóng đá tham dự ở mùa giải 2015-2016:
| League Championship     | League One          | League Two           |
| ----------------------- | ------------------- | -------------------- |
| Birmingham City         | Barnsley            | Accrington Stanley   |
| Blackburn Rovers        | Blackpool           | AFC Wimbledon        |
| Bolton Wanderers        | Bradford City       | Barnet               |
| Bristol City            | Burton Albion       | Bristol Rovers       |
| Brentford               | Bury                | Cambridge United     |
| Brighton & Hove Albion  | Chesterfield        | Carlisle United      |
| Burnley                 | Colchester United   | Crawley Town         |
| Cardiff City            | Coventry City       | Dagenham & Redbridge |
| Charlton Athletic       | Crewe Alexandra     | Exeter City          |
| Derby County            | Doncaster Rovers    | Hartlepool United    |
| Fulham                  | Fleetwood Town      | Leyton Orient        |
| Huddersfield Town       | Gillingham          | Luton Town           |
| Hull City               | Millwall            | Mansfield Town       |
| Ipswich Town            | Oldham Athletic     | Morecambe            |
| Leeds United            | Peterborough United | Newport County       |
| Middlesbrough           | Port Vale           | Northampton Town     |
| Milton Keynes Dons      | Rochdale            | Notts County         |
| Nottingham Forest       | Scunthorpe United   | Oxford United        |
| Preston North End       | Sheffield United    | Plymouth Argyle      |
| Queens Park Rangers     | Shrewsbury Town     | Portsmouth           |
| Reading                 | Southend United     | Stevenage            |
| Rotherham United        | Swindon Town        | Wycombe Wanderers    |
| Sheffield Wednesday     | Walsall             | Yeovil Town          |
| Wolverhampton Wanderers | Wigan Athletic      | York City            |

## Các nhà vô địch
Các Câu lạc bộ từng giành cú đúp chức vô địch Cúp Liên đoàn bóng đá Anh và Cúp FA được in đậm.

### Giai đoạn 1888-1892
Khi Football League lần đầu tiên được thành lập, có 12 câu lạc bộ tham dự trong một hạng đấu duy nhất.
| Số thứ tự | Mùa giải | Đội vô địch       |
| --------- | -------- | ----------------- |
| 1.        | 1888–89  | Preston North End |
| 2.        | 1889–90  | Preston North End |
| 3.        | 1890–91  | Everton           |
| 4.        | 1891–92  | Sunderland        |

### Giai đoạn 1892-1920
Năm 1892, Football League đã thu nhận 12 câu lạc bộ từ Football Alliance để thành lập một hạng mới, được gọi là hạng hai.
| Vị trí | Mùa giải  | Các đội vô địch hạng 1              | Các đội vô địch hạng 2              |
| ------ | --------- | ----------------------------------- | ----------------------------------- |
| 5.     | 1892–93   | Sunderland                          | Small Heath                         |
| 6.     | 1893–94   | Aston Villa                         | Liverpool                           |
| 7.     | 1894–95   | Sunderland                          | Bury                                |
| 8.     | 1895–96   | Aston Villa                         | Liverpool                           |
| 9.     | 1896–97   | Aston Villa                         | Notts County                        |
| 10.    | 1897–98   | Sheffield United                    | Burnley                             |
| 11.    | 1898–99   | Aston Villa                         | Manchester City                     |
| 12.    | 1899–1900 | Aston Villa                         | The Wednesday                       |
| 13.    | 1900–01   | Liverpool                           | Grimsby Town                        |
| 14.    | 1901–02   | Sunderland                          | West Bromwich Albion                |
| 15.    | 1902–03   | The Wednesday                       | Manchester City                     |
| 16.    | 1903–04   | The Wednesday                       | Preston North End                   |
| 17.    | 1904–05   | Newcastle United                    | Liverpool                           |
| 18.    | 1905–06   | Liverpool                           | Bristol City                        |
| 19.    | 1906–07   | Newcastle United                    | Nottingham Forest                   |
| 20.    | 1907–08   | Manchester United                   | Bradford City                       |
| 21.    | 1908–09   | Newcastle United                    | Bolton Wanderers                    |
| 22.    | 1909–10   | Aston Villa                         | Manchester City                     |
| 23.    | 1910–11   | Manchester United                   | West Bromwich Albion                |
| 24.    | 1911–12   | Blackburn Rovers                    | Derby County                        |
| 25.    | 1912–13   | Sunderland                          | Preston North End                   |
| 26.    | 1913–14   | Blackburn Rovers                    | Notts County                        |
| 27.    | 1914–15   | Everton                             | Derby County                        |
| -      | 1915–19   | League suspended due to World War I | League suspended due to World War I |
| 28.    | 1919–20   | West Bromwich Albion                | Tottenham Hotspur                   |

### Giai đoạn 1920-1921
Trong năm 1920, Football League đã thu nhận các câu lạc bộ hạng nhất của miền Nam nước Anh và Đội bóng Grimsby Town FC được thay thế bởi Đội bóng Cardiff City (của Southern League) ở giải hạng hai. Các câu lạc bộ đã tham dự trong giải hạng ba:
| Vị trí | Mùa giải | Các đội vô địch hạng nhất | Các đội vô địch hạng 2 | Các đội vô địch hạng 3 |
| ------ | -------- | ------------------------- | ---------------------- | ---------------------- |
| 29.    | 1920–21  | Burnley                   | Birmingham             | Crystal Palace         |

### Giai đoạn 1921-1958
Chỉ sau một mùa giải, Football League thay đổi hệ thống giải đấu lần nữa. Lần này, Giải hạng ba Anh được đổi thành Giải hạng ba miền Bắc và Giải hạng ba Miền Nam. Đội bóng Grimsby Town FC chuyển giao cho các Giải hạng ba Miền Bắc mới. Cả hai Giải đấu này được diễn ra cùng một thời điểm và được thăng hạng lên Giải hạng hai vào cuối mỗi mùa giải:
| Vị trí | Mùa giải | Các đội vô địch hạng nhất            | Các đội vô địch hạng hai             | Các đội vô địch hạng ba Miền Bắc     | Các đội vô địch hạng ba Miền Nam     |
| ------ | -------- | ------------------------------------ | ------------------------------------ | ------------------------------------ | ------------------------------------ |
| 30.    | 1921–22  | Liverpool                            | Nottingham Forest                    | Stockport County                     | Southampton                          |
| 31.    | 1922–23  | Liverpool                            | Notts County                         | Nelson                               | Bristol City                         |
| 32.    | 1923–24  | Huddersfield Town                    | Leeds United                         | Wolverhampton Wanderers              | Portsmouth                           |
| 33.    | 1924–25  | Huddersfield Town                    | Leicester City                       | Darlington                           | Swansea Town                         |
| 34.    | 1925–26  | Huddersfield Town                    | The Wednesday                        | Grimsby Town                         | Reading                              |
| 35.    | 1926–27  | Newcastle United                     | Middlesbrough                        | Stoke City                           | Bristol City                         |
| 36.    | 1927–28  | Everton                              | Manchester City                      | Bradford Park Avenue                 | Millwall                             |
| 37.    | 1928–29  | The Wednesday                        | Middlesbrough                        | Bradford City                        | Charlton Athletic                    |
| 38.    | 1929–30  | Sheffield Wednesday                  | Blackpool                            | Port Vale                            | Plymouth Argyle                      |
| 39.    | 1930–31  | Arsenal                              | Everton                              | Chesterfield                         | Notts County                         |
| 40.    | 1931–32  | Everton                              | Wolverhampton Wanderers              | Lincoln City                         | Fulham                               |
| 41.    | 1932–33  | Arsenal                              | Stoke City                           | Hull City                            | Brentford                            |
| 42.    | 1933–34  | Arsenal                              | Grimsby Town                         | Barnsley                             | Norwich City                         |
| 43.    | 1934–35  | Arsenal                              | Brentford                            | Doncaster Rovers                     | Charlton Athletic                    |
| 44.    | 1935–36  | Sunderland                           | Manchester United                    | Chesterfield                         | Coventry City                        |
| 45.    | 1936–37  | Manchester City                      | Leicester City                       | Stockport County                     | Luton Town                           |
| 46.    | 1937–38  | Arsenal                              | Aston Villa                          | Tranmere Rovers                      | Millwall                             |
| 47.    | 1938–39  | Everton                              | Blackburn Rovers                     | Barnsley                             | Newport County                       |
| -      | 1939–46  | League suspended due to World War II | League suspended due to World War II | League suspended due to World War II | League suspended due to World War II |
| 49.    | 1946–47  | Liverpool                            | Manchester City                      | Doncaster Rovers                     | Cardiff City                         |
| 50.    | 1947–48  | Arsenal                              | Birmingham City                      | Lincoln City                         | Queens Park Rangers                  |
| 51.    | 1948–49  | Portsmouth                           | Fulham                               | Hull City                            | Swansea Town                         |
| 52.    | 1949–50  | Portsmouth                           | Tottenham Hotspur                    | Doncaster Rovers                     | Notts County                         |
| 53.    | 1950–51  | Tottenham Hotspur                    | Preston North End                    | Rotherham United                     | Nottingham Forest                    |
| 54.    | 1951–52  | Manchester United                    | Sheffield Wednesday                  | Lincoln City                         | Plymouth Argyle                      |
| 55.    | 1952–53  | Arsenal                              | Sheffield United                     | Oldham Athletic                      | Bristol Rovers                       |
| 56.    | 1953–54  | Wolverhampton Wanderers              | Leicester City                       | Port Vale                            | Ipswich Town                         |
| 57.    | 1954–55  | Chelsea                              | Birmingham City                      | Barnsley                             | Bristol City                         |
| 58.    | 1955–56  | Manchester United                    | Sheffield Wednesday                  | Grimsby Town                         | Leyton Orient                        |
| 59.    | 1956–57  | Manchester United                    | Leicester City                       | Derby County                         | Ipswich Town                         |
| 60.    | 1957–58  | Wolverhampton Wanderers              | West Ham United                      | Scunthorpe United                    | Brighton and Hove Albion             |

### Giai đoạn 1958-1992
Vào mùa giải 1958-59, Giải hạng ba Anh và Giải hạng tư Anh đã thay thế cho Giải hạng ba Miền Bắc và Giải hạng ba Miền Nam:
| Vị trí | Mùa giải | Các đội vô địch hạng nhất | Các đội vô địch hạng 2  | Các đội vô địch hạng 3  | Các đội vô địch hạng 4  |
| ------ | -------- | ------------------------- | ----------------------- | ----------------------- | ----------------------- |
| 61.    | 1958–59  | Wolverhampton Wanderers   | Sheffield Wednesday     | Plymouth Argyle         | Port Vale               |
| 62.    | 1959–60  | Burnley                   | Aston Villa             | Southampton             | Walsall                 |
| 63.    | 1960–61  | Tottenham Hotspur         | Ipswich Town            | Bury                    | Peterborough United     |
| 64.    | 1961–62  | Ipswich Town              | Liverpool               | Portsmouth              | Millwall                |
| 65.    | 1962–63  | Everton                   | Stoke City              | Northampton Town        | Brentford               |
| 66.    | 1963–64  | Liverpool                 | Leeds United            | Coventry City           | Gillingham              |
| 67.    | 1964–65  | Manchester United         | Newcastle United        | Carlisle United         | Brighton & Hove Albion  |
| 68.    | 1965–66  | Liverpool                 | Manchester City         | Hull City               | Doncaster Rovers        |
| 69.    | 1966–67  | Manchester United         | Coventry City           | Queens Park Rangers     | Stockport County        |
| 70.    | 1967–68  | Manchester City           | Ipswich Town            | Oxford United           | Luton Town              |
| 71.    | 1968–69  | Leeds United              | Derby County            | Watford                 | Doncaster Rovers        |
| 72.    | 1969–70  | Everton                   | Huddersfield Town       | Leyton Orient           | Chesterfield            |
| 73.    | 1970–71  | Arsenal                   | Leicester City          | Preston North End       | Notts County            |
| 74.    | 1971–72  | Derby County              | Norwich City            | Aston Villa             | Grimsby Town            |
| 75.    | 1972–73  | Liverpool                 | Burnley                 | Bolton Wanderers        | Southport               |
| 76.    | 1973–74  | Leeds United              | Middlesbrough           | Oldham Athletic         | Peterborough United     |
| 77.    | 1974–75  | Derby County              | Manchester United       | Blackburn Rovers        | Mansfield Town          |
| 78.    | 1975–76  | Liverpool                 | Sunderland              | Hereford United         | Lincoln City            |
| 79.    | 1976–77  | Liverpool                 | Wolverhampton Wanderers | Mansfield Town          | Cambridge United        |
| 80.    | 1977–78  | Nottingham Forest         | Bolton Wanderers        | Wrexham                 | Watford                 |
| 81.    | 1978–79  | Liverpool                 | Crystal Palace          | Shrewsbury Town         | Reading                 |
| 82.    | 1979–80  | Liverpool                 | Leicester City          | Grimsby Town            | Huddersfield Town       |
| 83.    | 1980–81  | Aston Villa               | West Ham United         | Rotherham United        | Southend United         |
| 84.    | 1981–82  | Liverpool                 | Luton Town              | Burnley                 | Sheffield United        |
| 85.    | 1982–83  | Liverpool                 | Queens Park Rangers     | Portsmouth              | Wimbledon               |
| 86.    | 1983–84  | Liverpool                 | Chelsea                 | Oxford United           | York City               |
| 87.    | 1984–85  | Everton                   | Oxford United           | Bradford City           | Chesterfield            |
| 88.    | 1985–86  | Liverpool                 | Norwich City            | Reading                 | Swindon Town            |
| 89.    | 1986–87  | Everton                   | Derby County            | AFC Bournemouth         | Northampton Town        |
| 90.    | 1987–88  | Liverpool                 | Millwall                | Sunderland              | Wolverhampton Wanderers |
| 91.    | 1988–89  | Arsenal                   | Chelsea                 | Wolverhampton Wanderers | Rotherham United        |
| 92.    | 1989–90  | Liverpool                 | Leeds United            | Bristol Rovers          | Exeter City             |
| 93.    | 1990–91  | Arsenal                   | Oldham Athletic         | Cambridge United        | Darlington              |
| 94.    | 1991–92  | Leeds United              | Ipswich Town            | Brentford               | Burnley                 |

### Giai đoạn 1992-2004
Sau khi một số câu lạc bộ rời bỏ giải đấu cao nhất để tham gia vào Giải FA Premier League, Football League không còn bao gồm các câu lạc bộ hàng đầu ở Anh, và các nhà vô địch Football League đã không còn là nhà vô địch quốc gia của nước Anh. Vì vậy, giải hạng hai trở thành giải đấu cao nhất, Giải hạng ba đã trở thành Giải hạng Hai và Giải hạng tư trở thành Giải hạng ba.
| Vị trí | Mùa giải  | Các đội vô địch hạng nhất | Các đội vô địch hạng 2 | Các đội vô địch hạng 3 |
| ------ | --------- | ------------------------- | ---------------------- | ---------------------- |
| 95.    | 1992–93   | Newcastle United          | Stoke City             | Cardiff City           |
| 96.    | 1993–94   | Crystal Palace            | Reading                | Shrewsbury Town        |
| 97.    | 1994–95   | Middlesbrough             | Birmingham City        | Carlisle United        |
| 98.    | 1995–96   | Sunderland                | Swindon Town           | Preston North End      |
| 99.    | 1996–97   | Bolton Wanderers          | Bury                   | Wigan Athletic         |
| 100.   | 1997–98   | Nottingham Forest         | Watford                | Notts County           |
| 101.   | 1998–99   | Sunderland                | Fulham                 | Brentford              |
| 102.   | 1999–2000 | Charlton Athletic         | Preston North End      | Swansea City           |
| 103.   | 2000–01   | Fulham                    | Millwall               | Brighton & Hove Albion |
| 104.   | 2001–02   | Manchester City           | Brighton & Hove Albion | Plymouth Argyle        |
| 105.   | 2002–03   | Portsmouth                | Wigan Athletic         | Rushden & Diamonds     |
| 106.   | 2003–04   | Norwich City              | Plymouth Argyle        | Doncaster Rovers       |

### Giai đoạn 2004-nay
Sau khi các câu lạc bộ ở giải đấu cao nhất rời bỏ Football League để gia nhập giải FA Premier League, Football League không còn bao gồm các câu lạc bộ hàng đầu ở Anh, và các nhà vô địch Football League đã không còn là nhà vô địch quốc gia của nước Anh. Vì vậy, giải hạng hai trở thành giải đấu cao nhất, Giải hạng ba đã trở thành giải hạng Hai và Giải hạng tư trở thành Giải hạng ba.
| Vị trí | Mùa giải | Các đội vô địch Championship | Các đội vô địch League One | Các đội vô địch League Two |
| ------ | -------- | ---------------------------- | -------------------------- | -------------------------- |
| 107.   | 2004–05  | Sunderland                   | Luton Town                 | Yeovil Town                |
| 108.   | 2005–06  | Reading                      | Southend United            | Carlisle United            |
| 109.   | 2006–07  | Sunderland                   | Scunthorpe United          | Walsall                    |
| 110.   | 2007–08  | West Bromwich Albion         | Swansea City               | Milton Keynes Dons         |
| 111.   | 2008–09  | Wolverhampton Wanderers      | Leicester City             | Brentford                  |
| 112.   | 2009–10  | Newcastle United             | Norwich City               | Notts County               |
| 113.   | 2010–11  | Queens Park Rangers          | Brighton & Hove Albion     | Chesterfield               |
| 114.   | 2011–12  | Reading                      | Charlton Athletic          | Swindon Town               |
| 115.   | 2012–13  | Cardiff City                 | Doncaster Rovers           | Gillingham                 |
| 116.   | 2013–14  | Leicester City               | Wolverhampton Wanderers    | Chesterfield               |
| 117.   | 2014–15  | AFC Bournemouth              | Bristol City               | Burton Albion              |
| 118.   | 2015–16  | Burnley                      | Wigan Athletic             | Northampton Town           |
| 118    | 2015–16  | Burnley                      | Wigan Athletic             | Northampton Town           |
| 119    | 2016–17  | Newcastle United             | Sheffield United           | Portsmouth                 |
| 120    | 2017–18  | Wolverhampton Wanderers      | Wigan Athletic             | Accrington Stanley         |
| 121    | 2018–19  | Norwich City                 | Luton Town                 | Lincoln City               |

Vào mùa giải 2005–06, Câu lạc bộ Reading kết thúc mùa giải với 106 điểm, vượt kỷ lục 105 điểm của Câu lạc bộ Sunderland.

### Danh hiệu theo câu lạc bộ
Do sự ly khai của Premier League vào năm 1992, chức vô địch Football League không còn khiến một đội trở thành nhà vô địch cấp cao nhất của bóng đá Anh.
| Câu lạc bộ              | Danh hiệu hạng đấu cao nhất | Danh hiệu Football League 1889–1992 | Danh hiệu Premier League 1993–2021 | Danh hiệu Football League 1993–2021 | Tổng danh hiệu Football League |
| ----------------------- | --------------------------- | ----------------------------------- | ---------------------------------- | ----------------------------------- | ------------------------------ |
| Manchester United       | 20                          | 7                                   | 13                                 | 0                                   | 7                              |
| Liverpool               | 19                          | 18                                  | 1                                  | 0                                   | 18                             |
| Arsenal                 | 13                          | 10                                  | 3                                  | 0                                   | 10                             |
| Everton                 | 9                           | 9                                   | 0                                  | 0                                   | 9                              |
| Aston Villa             | 7                           | 7                                   | 0                                  | 0                                   | 7                              |
| Manchester City         | 7                           | 2                                   | 5                                  | 1                                   | 3                              |
| Sunderland              | 6                           | 6                                   | 0                                  | 4                                   | 10                             |
| Chelsea                 | 6                           | 1                                   | 5                                  | 0                                   | 1                              |
| Newcastle United        | 4                           | 4                                   | 0                                  | 3                                   | 7                              |
| Sheffield Wednesday     | 4                           | 4                                   | 0                                  | 0                                   | 4                              |
| Wolverhampton Wanderers | 3                           | 3                                   | 0                                  | 2                                   | 5                              |
| Huddersfield Town       | 3                           | 3                                   | 0                                  | 0                                   | 3                              |
| Leeds United            | 3                           | 3                                   | 0                                  | 1                                   | 4                              |
| Blackburn Rovers        | 3                           | 2                                   | 1                                  | 0                                   | 2                              |
| Burnley                 | 2                           | 2                                   | 0                                  | 1                                   | 3                              |
| Portsmouth              | 2                           | 2                                   | 0                                  | 1                                   | 3                              |
| Derby County            | 2                           | 2                                   | 0                                  | 0                                   | 2                              |
| Preston North End       | 2                           | 2                                   | 0                                  | 0                                   | 2                              |
| Tottenham Hotspur       | 2                           | 2                                   | 0                                  | 0                                   | 2                              |
| Leicester City          | 1                           | 0                                   | 1                                  | 1                                   | 1                              |
| Nottingham Forest       | 1                           | 1                                   | 0                                  | 1                                   | 2                              |
| West Bromwich Albion    | 1                           | 1                                   | 0                                  | 1                                   | 2                              |
| Ipswich Town            | 1                           | 1                                   | 0                                  | 0                                   | 1                              |
| Sheffield United        | 1                           | 1                                   | 0                                  | 0                                   | 1                              |
| Norwich City            | 0                           | 0                                   | 0                                  | 3                                   | 3                              |
| Reading                 | 0                           | 0                                   | 0                                  | 2                                   | 2                              |
| AFC Bournemouth         | 0                           | 0                                   | 0                                  | 1                                   | 1                              |
| Bolton Wanderers        | 0                           | 0                                   | 0                                  | 1                                   | 1                              |
| Cardiff City            | 0                           | 0                                   | 0                                  | 1                                   | 1                              |
| Charlton Athletic       | 0                           | 0                                   | 0                                  | 1                                   | 1                              |
| Crystal Palace          | 0                           | 0                                   | 0                                  | 1                                   | 1                              |
| Fulham                  | 0                           | 0                                   | 0                                  | 1                                   | 1                              |
| Middlesbrough           | 0                           | 0                                   | 0                                  | 1                                   | 1                              |
| Queens Park Rangers     | 0                           | 0                                   | 0                                  | 1                                   | 1                              |

## Danh hiệu Football League
Bao gồm danh hiệu Premier League.
| Đội                     | Hạng nhất | Hạng hai | Hạng ba | Hạng bốn | Tổng cộng |
| ----------------------- | --------- | -------- | ------- | -------- | --------- |
| Manchester United       | 20        | 2        |         |          | 22        |
| Liverpool               | 19        | 4        |         |          | 23        |
| Arsenal                 | 13        |          |         |          | 13        |
| Everton                 | 9         | 1        |         |          | 10        |
| Manchester City         | 7         | 7        |         |          | 14        |
| Aston Villa             | 7         | 2        | 1       |          | 10        |
| Sunderland              | 6         | 5        | 1       |          | 12        |
| Chelsea                 | 6         | 2        |         |          | 8         |
| Sheffield Wednesday     | 4         | 5        |         |          | 9         |
| Newcastle United        | 4         | 4        |         |          | 8         |
| Wolverhampton Wanderers | 3         | 4        | 3       | 1        | 11        |
| Leeds United            | 3         | 4        |         |          | 7         |
| Blackburn Rovers        | 3         | 1        | 1       |          | 5         |
| Huddersfield Town       | 3         | 1        |         | 1        | 5         |
| Derby County            | 2         | 4        | 1       |          | 7         |
| Preston North End       | 2         | 3        | 2       | 1        | 8         |
| Burnley                 | 2         | 3        | 1       | 1        | 7         |
| Tottenham Hotspur       | 2         | 2        |         |          | 4         |
| Portsmouth              | 2         | 1        | 3       | 1        | 7         |
| Leicester City          | 1         | 7        | 1       |          | 9         |
| Ipswich Town            | 1         | 3        | 2       |          | 6         |
| Nottingham Forest       | 1         | 3        | 1       |          | 5         |
| West Bromwich Albion    | 1         | 3        |         |          | 4         |
| Sheffield United        | 1         | 1        | 1       | 1        | 4         |
| Norwich City            |           | 5        | 2       |          | 7         |
| Birmingham City         |           | 5        | 1       |          | 6         |
| Middlesbrough           |           | 4        |         |          | 4         |
| Notts County            |           | 3        | 2       | 3        | 8         |
| Bolton Wanderers        |           | 3        | 1       |          | 4         |
| Grimsby Town            |           | 2        | 3       | 1        | 6         |
| Reading                 |           | 2        | 3       | 1        | 6         |
| Fulham                  |           | 2        | 2       |          | 4         |
| Queens Park Rangers     |           | 2        | 2       |          | 4         |
| Stoke City              |           | 2        | 2       |          | 4         |
| Crystal Palace          |           | 2        | 1       |          | 3         |
| West Ham United         |           | 2        |         |          | 2         |
| Bristol City            |           | 1        | 5       |          | 6         |
| Millwall                |           | 1        | 3       | 1        | 5         |
| Charlton Athletic       |           | 1        | 3       |          | 4         |
| Coventry City           |           | 1        | 3       |          | 4         |
| Brentford               |           | 1        | 2       | 3        | 6         |
| Luton Town              |           | 1        | 2       | 1        | 4         |
| Bradford City           |           | 1        | 2       |          | 3         |
| Bury                    |           | 1        | 2       |          | 3         |
| Oldham Athletic         |           | 1        | 2       |          | 3         |
| Oxford United           |           | 1        | 2       |          | 3         |
| Cardiff City            |           | 1        | 1       | 1        | 3         |
| AFC Bournemouth         |           | 1        | 1       |          | 2         |
| Blackpool               |           | 1        |         |          | 1         |
| Doncaster Rovers        |           |          | 4       | 3        | 7         |
| Plymouth Argyle         |           |          | 4       | 1        | 5         |
| Hull City               |           |          | 4       |          | 4         |
| Brighton & Hove Albion  |           |          | 3       | 2        | 5         |
| Lincoln City            |           |          | 3       | 2        | 5         |
| Wigan Athletic          |           |          | 3       | 1        | 4         |
| Barnsley                |           |          | 3       |          | 3         |
| Chesterfield            |           |          | 2       | 4        | 6         |
| Port Vale               |           |          | 2       | 1        | 3         |
| Rotherham United        |           |          | 2       | 1        | 3         |
| Stockport County        |           |          | 2       | 1        | 3         |
| Swansea City            |           |          | 2       | 1        | 3         |
| Watford                 |           |          | 2       | 1        | 3         |
| Bristol Rovers          |           |          | 2       |          | 2         |
| Leyton Orient           |           |          | 2       |          | 2         |
| Southampton             |           |          | 2       |          | 2         |
| Swindon Town            |           |          | 1       | 3        | 4         |
| Carlisle United         |           |          | 1       | 2        | 3         |
| Northampton Town        |           |          | 1       | 2        | 3         |
| Darlington              |           |          | 1       | 1        | 2         |
| Cambridge United        |           |          | 1       | 1        | 2         |
| Mansfield Town          |           |          | 1       | 1        | 2         |
| Shrewsbury Town         |           |          | 1       | 1        | 2         |
| Southend United         |           |          | 1       | 1        | 2         |
| Bradford Park Avenue    |           |          | 1       |          | 1         |
| Hereford United         |           |          | 1       |          | 1         |
| Nelson                  |           |          | 1       |          | 1         |
| Newport County          |           |          | 1       |          | 1         |
| Scunthorpe United       |           |          | 1       |          | 1         |
| Tranmere Rovers         |           |          | 1       |          | 1         |
| Wrexham                 |           |          | 1       |          | 1         |
| Gillingham              |           |          |         | 2        | 2         |
| Peterborough United     |           |          |         | 2        | 2         |
| Walsall                 |           |          |         | 2        | 2         |
| Accrington Stanley      |           |          |         | 1        | 1         |
| Burton Albion           |           |          |         | 1        | 1         |
| Cheltenham Town         |           |          |         | 1        | 1         |
| Exeter City             |           |          |         | 1        | 1         |
| Milton Keynes Dons      |           |          |         | 1        | 1         |
| Rushden & Diamonds      |           |          |         | 1        | 1         |
| Southport               |           |          |         | 1        | 1         |
| Wimbledon               |           |          |         | 1        | 1         |
| Yeovil Town             |           |          |         | 1        | 1         |
| York City               |           |          |         | 1        | 1         |

## Các trận Play-off

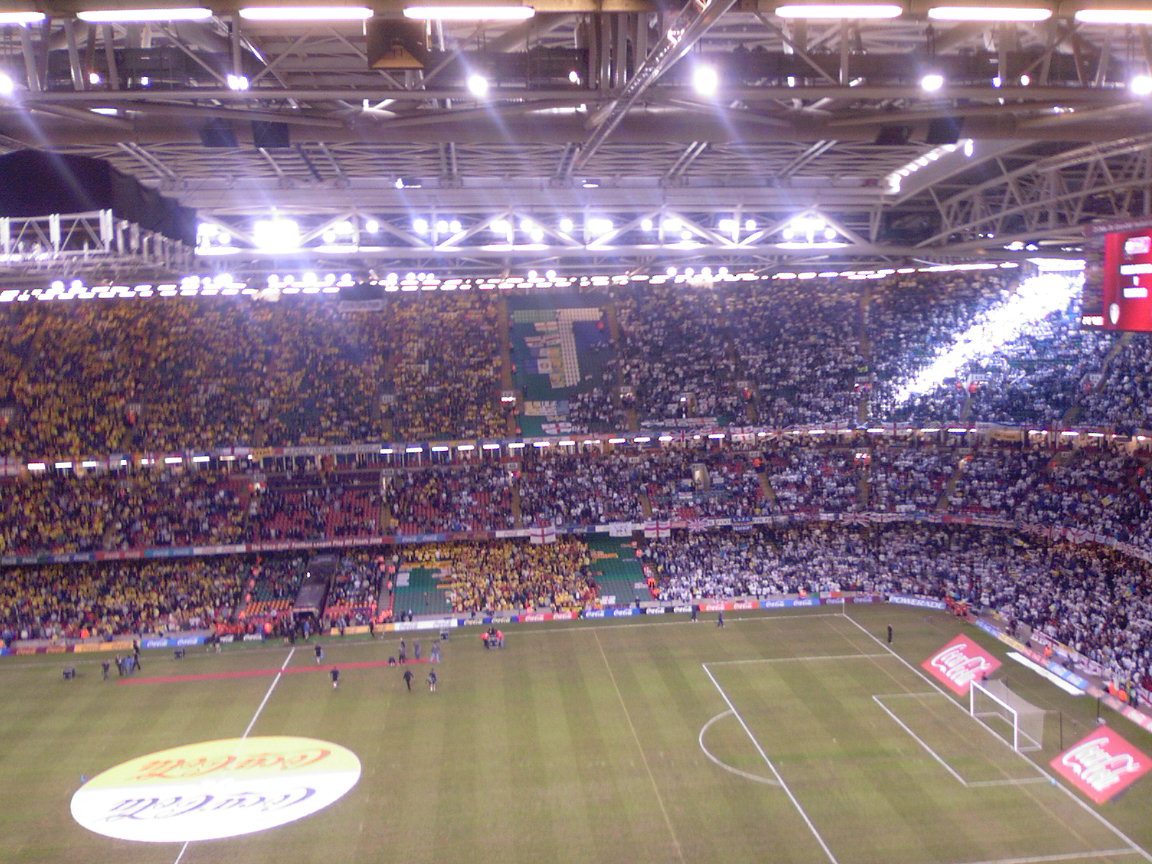
Trận chung kết play-off Championship năm 2006 (Leeds United vs Watford trên sân vận động Millennium)

Mùa giải 1986-87 là mùa giải đầu tiên được tổ chức trận play-off nhằm thăng hạng.
| Mùa giải | Hạng hai                | Hạng ba                | Hạng bốn             |
| -------- | ----------------------- | ---------------------- | -------------------- |
| 1986–87  | Charlton Athletic       | Swindon Town           | Aldershot            |
| 1987–88  | Middlesbrough           | Walsall                | Swansea City         |
| 1988–89  | Crystal Palace          | Port Vale              | Leyton Orient        |
| 1989–90  | Swindon Town1           | Notts County           | Cambridge United     |
| 1990–91  | Notts County            | Tranmere Rovers        | Torquay United       |
| 1991–92  | Blackburn Rovers        | Peterborough United    | Blackpool            |
| Mùa giải | Hạng nhất               | Hạng hai               | Hạng ba              |
| 1992–93  | Swindon Town            | West Bromwich Albion   | York City            |
| 1993–94  | Leicester City          | Burnley                | Wycombe Wanderers    |
| 1994–95  | Bolton Wanderers        | Huddersfield Town      | Chesterfield         |
| 1995–96  | Leicester City          | Bradford City          | Plymouth Argyle      |
| 1996–97  | Crystal Palace          | Crewe Alexandra        | Northampton Town     |
| 1997–98  | Charlton Athletic       | Grimsby Town           | Colchester United    |
| 1998–99  | Watford                 | Manchester City        | Scunthorpe United    |
| 1999-00  | Ipswich Town            | Gillingham             | Peterborough United  |
| 2000–01  | Bolton Wanderers        | Walsall                | Blackpool            |
| 2001–02  | Birmingham City         | Stoke City             | Cheltenham Town      |
| 2002–03  | Wolverhampton Wanderers | Cardiff City           | AFC Bournemouth      |
| 2003–04  | Crystal Palace          | Brighton & Hove Albion | Huddersfield Town    |
| Mùa giải | Championship            | League One             | League Two           |
| 2004–05  | West Ham United         | Sheffield Wednesday    | Southend United      |
| 2005–06  | Watford                 | Barnsley               | Cheltenham Town      |
| 2006–07  | Derby County            | Blackpool              | Bristol Rovers       |
| 2007–08  | Hull City               | Doncaster Rovers       | Stockport County     |
| 2008–09  | Burnley                 | Scunthorpe United      | Gillingham           |
| 2009–10  | Blackpool               | Millwall               | Dagenham & Redbridge |
| 2010–11  | Swansea City            | Peterborough United    | Stevenage            |
| 2011–12  | West Ham United         | Huddersfield Town      | Crewe Alexandra      |
| 2012–13  | Crystal Palace          | Yeovil Town            | Bradford City        |
| 2013–14  | Queens Park Rangers     | Rotherham United       | Fleetwood Town       |
| 2014–15  | Norwich City            | Preston North End      | Southend United      |
| 2015–16  | Hull City               | Barnsley               | AFC Wimbledon        |

## Liên kết khác
- Website chính thức
- English Football League trên Twitter
- RSSSF Football League archive, 1888–